# Kanawha megye
Kanawha megye az Amerikai Egyesült Államokban, azon belül Nyugat-Virginia államban található. Megyeszékhelye és legnagyobb városa Charleston. Lakosainak száma 180 745 fő (2020. április 1.). Kanawha megye Roane, Boone, Clay, Nicholas, Fayette, Raleigh, Lincoln, Putnam és Jackson megyékkel határos.

## Népesség
A megye népességének változása:
| Lakosok száma | 193 037 | 192 030 | 192 061 | 191 275 | 188 332 | 180 745 |
|               | 2010    | 2011    | 2012    | 2013    | 2015    | 2020    |